# Austrophanes
Austrophanes is een kevergeslacht uit de familie van de boktorren (Cerambycidae). De wetenschappelijke naam van het geslacht werd voor het eerst geldig gepubliceerd in 1963 door Chemsak & Linsley.

## Soorten
Austrophanes is monotypisch en omvat slechts de volgende soort:
- Austrophanes robustum Chemsak & Linsley, 1963